# Sean Newcomb
Sean William Newcomb (nacido el 12 de junio de 1993) es un lanzador estadounidense de béisbol profesional que juega para los Atlanta Braves de las Grandes Ligas. Debutó en 2017 con los Bravos, aunque fue seleccionado en la primera ronda del draft de 2014 por Los Angeles Angels of Anaheim.

## Carrera profesional
Newcomb fue seleccionado por los Angelinos de Anaheim en la primera ronda del draft de 2014. Fue asignado a los Burlington Bees de Clase A y posteriormente ascendió a los Arkansas Travelers de Clase AA, donde terminó su primera temporada como profesional.

### Atlanta Braves
El 12 de noviembre de 2015, Newcomb fue transferido a los Bravos de Atlanta junto a Erick Aybar, Chris Ellis y $2.5 millones, a cambio del campocorto Andrelton Simmons y José Briceño. Jugó toda la temporada 2016 con los Mississippi Braves de Clase AA, dejando un promedio de carreras limpias (efectividad) de 3.86.
En 2017, fue invitado a los entrenamientos primaverales e inició la temporada con los Gwinnett Braves de Clase AAA. Luego de que los Bravos dejaran en libertad al veterano Bartolo Colón, Newcomb fue llamado para tomar su lugar en la rotación de abridores, debutando el 10 de junio en el SunTrust Park ante los Mets de Nueva York. En ese primer juego lanzó 6 1⁄3 entradas donde permitió una carrera y registró siete ponches. Finalizó la temporada con marca de 4-9 y 4.32 de efectividad.
El 29 de julio de 2018, Newcomb llevó un juego sin hits ni carreras ante los Dodgers de Los Ángeles hasta la 8 2⁄3 entrada, cuando Chris Taylor conectó un sencillo. Sin embargo, tuvo problemas en sus últimas 14 aperturas, donde registró efectividad de 5.50, por lo que terminó la temporada con marca de 12-9, 3.90 de efecividad y 160 ponches en 164 entradas lanzadas.
En 2019, Newcomb inició el primer juego de la temporada en el SunTrust Park ante los Cachorros de Chicago, donde lanzó cuatro entradas en la victoria por 8-0. Sin embargo, el 14 de abril fue bajado a Clase AAA luego de tener problemas en sus siguientes aperturas. Luego de regresar al equipo el 9 de mayo, tuvo varias apariciones como relevista, hasta que abrió el encuentro del 15 de junio ante los Filis de Filadelfia, donde recibió un pelotazo en la cabeza por una conexión de J. T. Realmuto y fue incluido en la lista de lesionados de siete días. Finalizó la temporada con marca de 6-3 y 3.16 de efectividad en 68 1⁄3 entradas lanzadas, incluyendo cuatro aperturas y un salvamento.
En la temporada 2020 acortada por la pandemia de COVID-19, Newcomb tuvo un pobre desempeño al registrar marca de 0-2 y 11.20 de efectividad en cuatro aperturas, por lo que fue asignado a las ligas menores.